# Радянський комітет солідарності країн Азії та Африки
Радянський комітет солідарності країн Азії та Африки, РКСКАА (рос. Советский комитет солидарности стран Азии и Африки; СКССАА) — радянська громадська організація, яка була створена з метою сприяння дружби між народами СРСР з одного боку, та Азії й Африки з іншого, а також з метою координування руху афро-азійської солідарності в СРСР.
Була членом Організації солідарності народів Азії та Африки.

## Історія
Організація була утворена у травні 1956 року. Спочатку як Радянський комітет солідарності країн Азії, а з 1958 року — Азії та Африки.
Після розпаду Радянського Союзу реорганізована у Російське товариство солідарності та співробітництва народів Азії та Африки.